# Masserie fortificate della provincia di Lecce
In tutto il Salento numerose sono le masserie risalenti per lo più al XVI, XVII e XVIII secolo: questo è l'elenco ufficiale di tutte le masserie fortificate censite della provincia di Lecce:

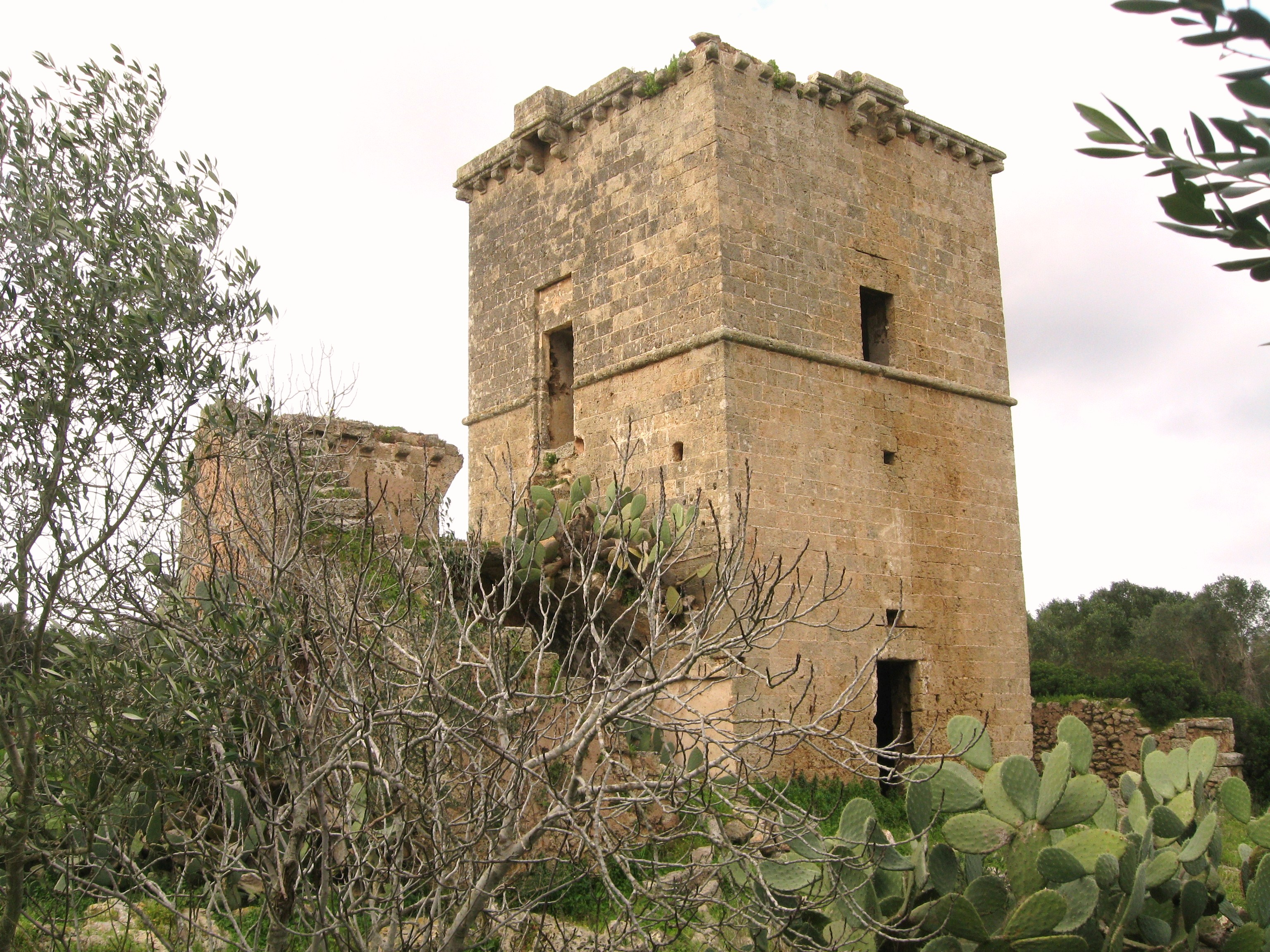
Masseria Ospina a Racale

- Masseria Fortificata Torre Casciani in agro di Ugento
- Masseria Fortificata Melcarne con Torre Colombaia di Surbo
- Masseria De Li Manca o Limanca da cui prende il nome l'omonima zona/quartiere di Surbo
- Masseria Scaeddhe o Schiavelle con annessa Cappella di Surbo
- Masseria Gelsorizzo con Torre Colombaia di Acquarica del Capo
- Masseria Timuerra di Campi Salentina
- Masseria Fortificata Li Pampuli con Torre Colombaia di Carmiano
- Masseria Colarizzo   Torre Lapillo Porto Cesareo
- Masseria Fortificata Colombo di Acquarica del Capo
- Masseria Fortificata Baroni di Acquarica Del Capo
- Masseria Fortificata Turceto con Torre Colombaia di Cannole
- Masseria Fortificata Palamita di Castrignano del Capo
- Masseria Fortificata Insarti di Cavallino
- Masseria Fortificata La Torre di Copertino
- Masseria Fortificata Montisani con Torre Colombaia di Galatina
- Masseria Fortificata Torre Pinta di Galatina
- Masseria Fortificata Corillo di Galatone
- Masseria Fortificata Quattro Macine di Giurdignano
- Masseria Fortificata Paladini Piccoli con Torre Colombaia di Lecce
- Masseria Fortificata Monacelli di Lecce
- Masseria Fortificata Gianpaolo di Lecce
- Masseria Fortificata Coccioli con Torre Colombaia di Lecce
- Masseria Fortificata Mendule con Torre Colombaia di Lecce
- Masseria Fortificata Mele di Lecce
- Masseria Fortificata Mosca di Lecce
- Masseria Fortificata Specchia Mezzana di Lecce
- Masseria Fortificata Zundrano di Lecce
- Masseria Fortificata Nova di Borgagne a Melendugno
- Masseria Fortificata Sbotta di Borgagne a Melendugno
- Masseria Fortificata Porcaccini di Borgagne a Melendugno
- Masseria Fortificata Carleo di Melendugno
- Masseria Fortificata Incioli di Melendugno
- Masseria Fortificata Giudice Giorgio di Nardò
- Masseria Fortificata Termide di Nardò
- Masseria Fortificata Console di Nardò
- Masseria Fortificata Abate Cola di Nardò
- Masseria Fortificata Ascanio di Nardò
- Masseria Fortificata Trappeto con Torre Colombaia di Nardò
- Masseria Fortificata Donna Menga di Nardò
- Masseria Fortificata Santa Chiara di Nardò
- Masseria Fortificata Ogliastro di Nardò
- Masseria Carignano Piccolo e torre fortificata di Nardò
- Masseria Fortificata Nucci di Nardò
- Masseria Fortificata Sciogli di Nardò
- Masseria Fortificata Torre Nova di Nardò
- Masseria Fortificata Dell'Alto di Nardò
- Masseria Fortificata Carignano Grande e Torre Colombaia di Nardò
- Masseria Fortificata Pantalei di Nardò
- Masseria Fortificata La Casarana di Presicce
- Masseria Fortificata del Feudo di Presicce
- Masseria Fortificata Tunna di Presicce
- Masseria Fortificata Ospina di Racale
- Masseria Fortificata Borgini di Salve
- Masseria Fortificata Don Cesare di Salve
- Masseria Fortificata De Li Fani o Del Fano di Salve
- Masseria Fortificata De Li Pali di Salve
- Masseria Fortificata De Santu Lasi di Salve
- Masseria Fortificata Gian Ferrante di Ugento
- Masseria Fortificata Vecchia di Ugento
- Masseria Fortificata Mammalia di Ugento
- Masseria Fortificata Cristo di Gemini a Ugento
- Masseria Fortificata Torre Vecchia di Gemini a Ugento
- Masseria Fortificata Favarella di Vernole
- Masseria Fortificata Coviello di Acquarica di Lecce a Vernole
- Masseria Fortificata Le Cesine di Vernole
- Masseria Fortificata Ghietta di Lecce
- Masseria Fortificata Pietro de Noha di Vanze di Acaya a Vernole
- Masseria Fortificata Epifani di Melendugno
- Masseria di Santa Eufemia a Tricase
- Masseria Fortificata De Li Scafazzi o Simone di Salve
- Masseria Fortificata Prufìchi di Salve
- Masseria Fortificata di Pescoluse De Lu Purginu a Salve
- Masseria Fortificata De La Palummara di Salve
- Masseria Fortificata L'Aparo Valentini di Salve
- Masseria Fortificata De Li Spriculizzi di Salve
- Masseria Fortificata De La Serrazza di Salve
- Masseria Fortificata De Terramascia di Salve
- Masseria Fortificata Giannelli di Salve
- Masseria Fortificata De Le Gnizze di Salve
- Masseria Fortificata Rauccio di Lecce
- Masseria Fortificata Zanzara o Sazzara di Leverano
- Masseria Fortificata Corsari di Villaggio Resta a Nardò
- Masseria Fortificata Rodogaleta di Nardò
- Masseria Fortificata di Monte Agnone a Nardò
- Masseria Fortificata Manieri d'Arneo di Pittuini Arneo a Leverano
- Masseria Fortificata di Porto Gaio a Gallipoli
- Masseria Fortificata di Moriggi a Nardò
- Masseria Fortificata Ròssina di Lido Conchiglie a Gallipoli
- Masseria Fortificata di San Mauro a Gallipoli
- Masseria Fortificata Mosca di Chiesa Nuova a Gallipoli
- Masseria Fortificata Cassero di Acquarica di Lecce a Vernole
- Masseria Fortificata Casina dei Cari di Ugento
- Masseria Fortificata del Doganiere di Galatina
- Masseria Fortificata Cippano di Capo d'Otranto ad Otranto
- Masseria Fortificata Carleo di Santa Foca a Melendugno
- Masseria Fortificata Ingegna di Porto Cesareo
- Masseria Fortificata Bellanova a Nardò
- Masseria Fortificata Bellanova a Nardò
- Masseria Fortificata Li Quarti a Galatina